# Zeger Bernard van Espen
Zeger Bernhard van Espen (en latin Espenius) (Louvain, 9 juillet 1646 - Amersfoort, Pays-Bas, 2 octobre 1728) était un canoniste belge.

## Biographie
Il fit ses études supérieures à Louvain, fut ordonné prêtre en 1673 et docteur en droit civil et droit canon en 1675. Il commença très vite à enseigner le droit canon à l'Université de Louvain mais on l'obligea à ne faire cours que pendant six semaines au cours des vacances d'été ; le professeur avait le droit d'expliquer à son choix tel ou tel chapitre important des décrétales. Il n'accepta jamais aucune autre chaire à l'université et il démissionna même de ce poste pour se consacrer entièrement aux études.
La querelle janséniste causa sa ruine. Ayant été consulté par les Jansénistes des Pays-Bas quant à la consécration de l'évêque janséniste d'Utrecht, Cornelius Steenoven, il en reconnut la légitimité, alors qu'elle s'était faite sans l'autorisation du Saint-Siège. On tenta de justifier la conduite de Van Espen dans cette affaire, au motif qu'il avait simplement déclaré que l'ordination épiscopale exécutée par un seul évêque simple était valide. Mais la question n'était pas là : il s'agissait de savoir si on pouvait admettre une consécration épiscopale, faite sans le consentement du pape.
Son attitude dans cette affaire ainsi que ses opinions jansénistes amenèrent l'archevêque de Malines à le suspendre a divinis. Il le convoqua pour exiger de lui une déclaration de foi orthodoxe. Sur l'ordre du pouvoir civil, l'Université de Louvain condamna Van Espen et, en 1728, le priva de son enseignement à l'université.
Sans attendre il avait fui et il se réfugia d'abord à Maastricht puis à Amersfoort, où la communauté janséniste le prit sous sa protection, c'est là qu'il mourut. L'augustin Bernardus Désirant (1656-1725), professeur à l'Université de Louvain, fut accusé d'avoir fabriqué de faux documents dans la controverse contre Van Espen (la « Falsification de Louvain »). Désirant fut condamné par les autorités universitaires et banni pour toujours de son pays natal.

## Travaux

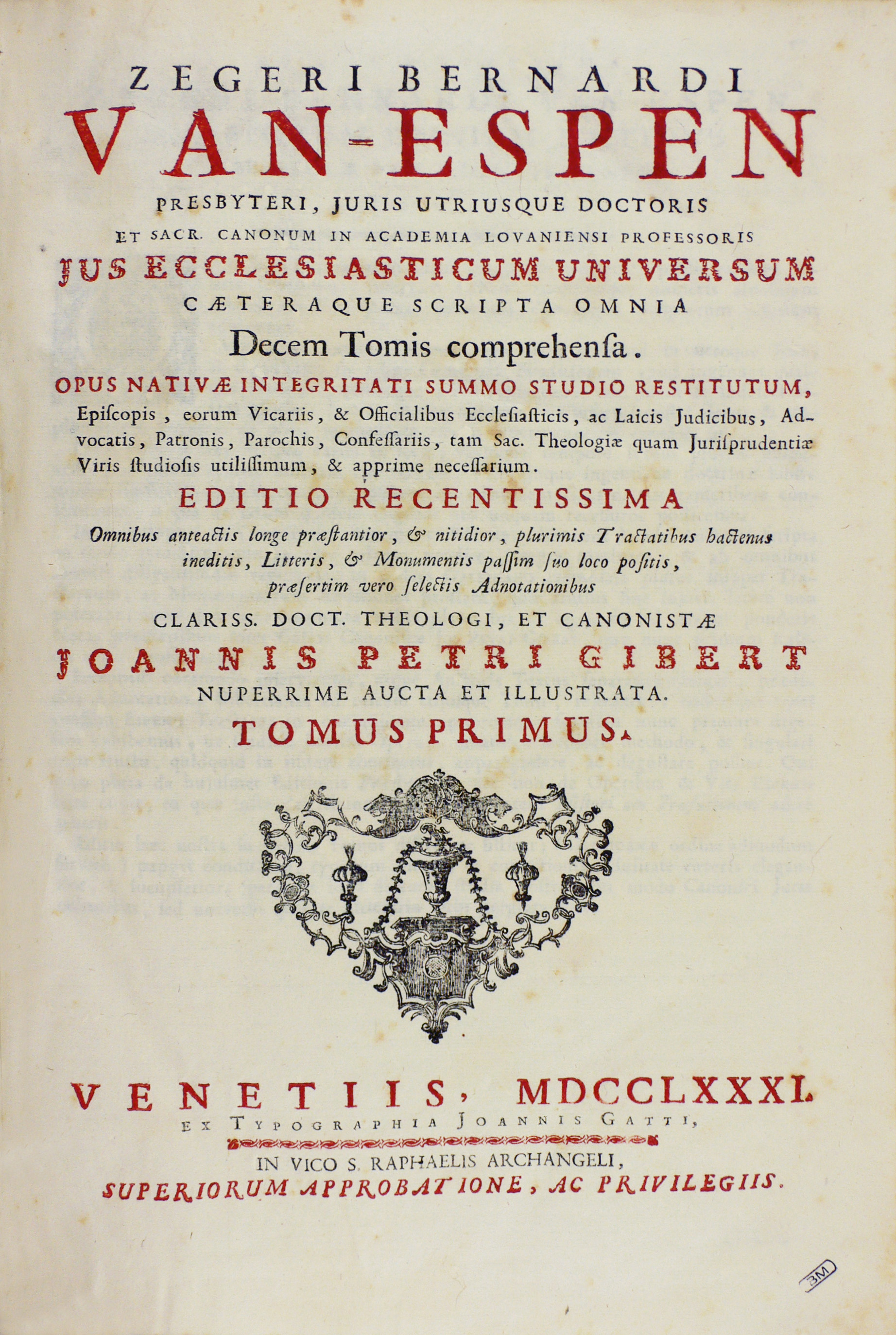
Jus ecclesiasticum universum, 1781.

Van Espen a su exposer de façon limpide la discipline dans l'Église ancienne. Son Jus canonicum universum était un énorme traité, où il soutenait que l'Église catholique romaine était fondamentalement conciliaire. L'auteur est accusé, non sans raison, d'avoir emprunté une part considérable de ses travaux chez ses prédécesseurs, notamment chez Louis Thomassin.
Il a recueilli les décisions législatives les plus récentes de l'Église et les a discutées avec discernement. Il a eu aussi le mérite de montrer avec précision la loi spéciale de la Belgique. Le pape Benoît XIV a reconnu son autorité sur ce point.
D'un autre côté il fut un défenseur passionné des théories gallicanes concernant les droits de l'autorité religieuse et du pouvoir civil. On peut ajouter qu'il a exalté et combattu à leur tour tous les pouvoirs, le pouvoir civil compris. Il insistait sur le pouvoir des évêques pour diminuer celui des ordres religieux, et sur les droits d'un chapitre dissous pour combattre les pouvoirs du Pape. Il s'attira un fâcheux renom dans les querelles jansénistes, en niant l'importance de la célèbre distinction entre le droit et le fait à l'égard la doctrine de Jansénius ; il trouvait peu important de reconnaître que Jansénius avait enseigné les propositions condamnées par la bulle Unigenitus (1713) du moment qu'on rejetait la doctrine elle-même.
La meilleure édition des travaux de Van Espen, qui tous sont à l'Index, est celle qui a été publiée en quatre volumes à Louvain, 1753. Un cinquième volume, Supplementum ad varias collectiones operum, a été publié à Bruxelles en 1768 et contient de nombreux détails biographiques.

## Source
- (en) Cet article est partiellement ou en totalité issu de l’article de Wikipédia en anglais intitulé « Zeger Bernhard van Espen » (voir la liste des auteurs).